# Macrochiridothea estuariae
Macrochiridothea estuariae là một loài chân đều trong họ Chaetiliidae. Loài này được Poore, Ramirez & Schiariti miêu tả khoa học năm 2009.